# Оби-Ван Кеноби
Оби-Ван „Бен” Кеноби (57—0. ПБЈ) је лик из „Звезданих ратова”, Џедај легендарног статуса. Био је учитељ Анакина и Лука Скајвокера.
У оригиналним епизодама Нова нада, Империја узвраћа ударац и Повратак џедаја, играо га је британски глумац сер Алек Гинис, док га у претходним наставцима (Фантомска претња, Напад клонова и Освета сита) играо га је Јуан Макгрегор. Лик је инспирисан генералом Макабеом Рокурутом, ликом из „Скривене тврђаве”1 којег је играо Тоширо Мифуне (Toshiro Mifune; јап. 三船 敏郎), кога је Лукас такође разматрао за улогу Кенобија.
Кеноби је рођен 57. ПБЈ и обучаван је за Џедај Витеза од малих ногу. Мало се за о његовој породици, мада, према серији „Jedi Apprentice”, се сећа брата Овена (нема везе са Овеном Ларсом). У новелизацији „Освете сита” је напоменуто да говори са корусантским акцентом.

## Jedi Apprentice
Серија књига „” за млађе читаоце писца Џуд Вотсон се бави периодом Оби-Вановог живота са Квај-Гон Џином. То је период између (отприлике) 44. и 32. ПБЈ, односно од његове 12. до 25. године. У том периоду, Оби-Ван се упознаје са многим Џедајима који ће му бити непроцењиви пријатељи касније у животу. Према овим књигама, рођен је на жутој стеновитој планети Пилегијас. Као мали, нађен је на планети Келхас и предат је реду Џедаја.

## Фантомска претња
На почетку „Фантомске претње”, Оби-Ван је ученик (падаван) Џедај Учитеља Квај-Гон Џина, са којим је послат на Набу, планету којом влада краљица Падме Амидала. У току мисије, они наилазе на младог Анакина Скајвокера, дечака који има показује огроман потенцијал у владању Силом и жели да буде обучаван за Џедаја. Оби-Ван се не слаже, верујући да је дечак престар и превише емоционалан да би постао Џедај.
Ипак, пошто је његов учитељ погинуо у борби са Дарт Молом, Кеноби из поштовања према њему одлучује да подучава Анакина, што савет Џедаја невољно одобрава, именујући Оби-Вана Џедај Учитељем. 

## Jedi Quest
Серија књига „” за млађе читаоце писца Џуд Вотсон се бави догађајима између „Фантомске претње” и „Напада клонова” и односом између Оби-Вана и Анакина.

## Напад клонова
У „Нападу клонова”, Кеноби и Анакин су додељени сенатору Амидали након атентата на њу. Кеноби у потрази за тајанственим атентатором стиже на Камино где дознаје за огромну војску клонова која се тамо прави за Републику. Кеноби покушава да ухвати Џанго Фета, плаћеника, али овај побегне на Геонозис са својим клон-сином Бобом. Кеноби креће за њима.
На Геонозису, Кеноби открива заверу звезданих система који желе да униште Републику, предвођени грофом Дукуом. Кеноби је ухваћен након што је послао поруку Анакину. Анакин и Падме долазе на Геонозис да га ослободе, али и они су ухваћени и све троје осуђени на смрт. Погубљење је прекинуо долазак Џедаја са војском клонова под вођством Мејса Виндуа и Јоде. Кеноби и Анакин се сукобљавају са Дукуом, али он успева да побегне.

## Ратови клонова
Оби-Ван је постао генерал током Ратова клонова како је то описано у цртаној серији „Звездани ратови: Ратови клонова” и неколико књига и стрипова. Како се види у Епизоди , био је члан и савета Џедаја током успостављања Галактичке Империје и пре истребљења Џедаја.

## Освета сита
До овог времена, уз свог бившег ученика, а сада партнера и Џедај Витеза Анакина, Кеноби је генерал, широм галаксије признати херој који је извојевао много битака за Републику на челу војске клонова. Кеноби је уздигнут и на ниво Џедај учитеља и дато му је место у савету Џедаја. Такође је познат и као један од највећих бораца сабљом и мајстор III облика (тзв. Soresu облика) борбе светлосном сабљом.
Не много пре Битке за Корусант, Кеноби и Скајвокер су водили одред клонова у опсади Спољашњег Прстена, борећи се са Сепаратистима далеко од Централних светова. Стога су били далеког од Корусанта када је Генерал Гривус упао и отео канцелара Палпатина; савет их позива да спасу канцелара када се битка распламсава у орбити изнад Корусанта.
У храбром потезу, пар Џедаја слеће на Гривусов предводнички брод, Невидљива рука, и боре се да доспеју до канцелара. Боре се против Сит господара грофа Дукуа, који онеспособи Кенобија, али га Скајвокер убије. Нажалост, Гривус успева да побегне.
Након што је Гривусово склониште на планети Утапау откривено, савет шаље Кенобија и одред клонова да га убију или ухвате и нападну Сепаратистичке снаге на планети. Након дуге борбе, Кеноби убија Гривуса, али га нападају његове клонске снаге, извршавајући наредбу 66 коју је дао Палпатин, да се убију сви Џедаји. Кеноби успева да побегне укравши Гривусов брод и среће се са сенатором Органом и Јодом на Органином броду, Tantive IV.
Са Јодом и Органом, Кеноби се враћа на Корусант, где он и Јода убијају клонове преостале у храму Џедаја које је ту довео Анакин Скајвокер, сада господар Сита. Кеноби репрограмира трансмитер и упозорава све Џедаје да се клоне Корусанта, да се разиђу по галаксији и сакрију.
Кеноби и Јода се разилазе да би се супротставили двојици Сит господара, он са Дартом Вејдером (Анакин), а Јода са Дартом Сидијусом (Палпатин). Кеноби је хтео да избегне борбу са својим вољеним учеником, али му Јода одговара да „да се бориш против овог Дарт Сидијуса довољно јак ти ниси”.
Кеноби и Скајвокер се сукобљавају на вулканском месецу Мустафар, и учитељ рањава свог ученика одсецајући му преосталу руку и ноге и напушта га на обали реке лаве. Сидијус спашава Вејдера, али он је толико оштећен да му само општа операција и замена многих делова тела спашава живот. 
Кеноби се скрива на планети Татуин где га знају као Бена Кенобија. У складу са договором и саветом Бејла Органе и Јоде, помаже у скривању Анакинове и Амидалине деце и односи Лука Анакиновом полубрату Овену Ларсу и његовој жени Беру на Татуину.

## Нова Нада
Тридесет и две године након догађаја из Епизоде I, Кеноби спасава Анакиновог сина, Лука Скајвокера од Тускена док је Лук био у потрази за дроидом  који је преносио важну поруку за Кенобија. Пошто он чује поруку, у којој га принцеза Леја моли да однесе планове за Звезду Смрти похрањене у R2-D2-ову меморију на Алдеран, он води Лука са собом да би га научио да овлада Силом и обучио га касније на Алдерану.
Кеноби, Лук и дроиди  и R2-D2 крећу на Алдеран Миленијумским Соколом, бродом кријумчара Хана Сола. Пре него што стигну на одредиште, Звезда Смрти уништава Алдеран. Звезда Смрти заробљава Сокола, али Кеноби успева да искључи вучни зрак да би омогућио да побегну.. Док се враћа на брод, пресреће га Дарт Вејдер. Нашавши Леју на Звезди, Лук и Соло је спашавају. Борбом са Вејдером, Кеноби даје прилику Луку и осталима да побегну. Жртвујући своју наду за бег, Кеноби нестаје у тренутку када га Вејдер удара светлосним мачем.

## Пост мортем
Кеноби није заиста нестао, већ је његов дух преживео и прати Лука као ментор. Он помаже Луку да употреби Силу да уништи Звезду Смрти.
У Епизоди , Кеноби саветује лука да оде у Дегоба систем где ће наћи учитеља Јоду који ће га обучавати. У Епизоди , након смрти Јоде објашњава Луку зашто је крио истину о његовом оцу и открива да му је Леја сестра. Последњи пут се у филму појављује уз духове Јоде и Анакина док гледају Лука и остале како славе пад Империје.
У раној верзији сценарија за последњи филм, Оби-Ван је требало поново да се физички отелотвори .
Кеноби се поново јавља Луку у The Truce at Bakura непосредно после Ендорске битке, упозоравајући га на инвазију Ssi-ruuvi Imperium-а.
Оби-Ван, Јода и Анакин су се поново појавили пред Луком неколико месеци касније да га упозоре на посаност од Мрачног господара Флинта, ученика Госпе Лумије, наследника Сита. Захваљујући упозорењу, Лук је успео да придобије Флинта, остављајући Лумију без ученика. Ово је последњи пут да је Лук видео свог оца и Јоду, мада се Анакин појавио Луковом нећаку, Џејсену Солоу, деценијама касније у „New Jedi Order” причама Balance Point и The Unifying Force.
Оби-Ван се појавуо Луку пет година НБЈ да га упозори на Џедај принца Кена, унука цара Палпатина, који је постао пион у рукама пуча оркестрираног од стране групе лажних пророка Мрачне стране које је успоставила Царска обавештајна служба.
У причи „Heir to the Empire” Тимотија Зана, која се одиграва 9. НБЈ, Кеноби се јавља Луку у сну последњи пут и каже му да мора да напусти свет духова о пређе у други свет. Како Кеноби објашњава, од тренутка смрти до тада је његов дух био између живота и друге стране. Његове последње речи су: „Не последњи од старих Џедаја, Лук. Први од нових.”

## Личност
У младости (у време „Фантомске претње”), одан и посвећени Оби-Ван поседује смисао за хумор и сарказам. Јода каже да осећа Квај-Гонов пркос у њему, али свеједно се ставља на његову страну. Квај-Гон је високо ценио и Оби-Ваново велико знање. Као Џедај витез, био је циничан, мада мудар. Његово скромно и тихо понашање је скривало великог ратника. Пажљиво је премеравао своје поступке у свакој ситуацији, што му је прибавило надимак Преговарач у току Ратови клонова. У оригиналној трилогији, појављује се као драг и помало ексцентричан пустињак из Јундландске Пустаре и чаробњак за оне који не познају моћи Џедаја. Оби-Ван је сачувао своје стрпљење и предосећање, али стекао и врсту храбрости коју је имао као младић – што је можда научио и од свог дрског ученика, Анакина.